# 今中國泰
今中 國泰（いまなか くにやす、1950年 - ）は、日本の体育学研究者。首都大学東京教授。専門は運動生理学、スポーツ科学。

## 来歴・人物
東京都出身。1973年、埼玉大学理工学部機械工学科卒業。1975年、東京教育大学大学院体育学研究科修士課程修了。1991年、学術博士（Ph.D.）号授与（クイーンズランド大学）。
1975年、長崎大学教養部助手、1978-79オーストラリア海外研修、1979年、長崎大学教養部専任講師、1983年、長崎大学教養部助教授を経て、1991年に長崎大学教養部教授となる。1995年より東京都立大学 (1949-2011)理学部教授。1997年に東京都立大学大学院理学研究科教授に配置換え、身体運動科学専攻主任教授、理学研究科評議員。2006年より首都大学東京・大学院人間健康科学研究科教授に配置換えとなった。

## 論文

### 英文論文
首都大学東京人間健康科学研究科ヘルスプロモーションサイエンス系ホームページに多数掲載

### 単著
- 「スピードと神経制御  -運動反応の素早さと無意識的過程」（『体育の科学』 63(7), 527-532, 2013年）
- 「知覚・運動・行動における非意識性の多様な理解」（『スポーツ心理学研究』 37(2), 113-121, 2010年）
- 「無意識下の感覚情報と運動」（『運動生理学シリーズ7 運動と高次神経機能―運動の脳内機能を探検する』、杏林書院, 107-115, 2005年）
- 「潜在知覚・顕在知覚と運動反応のパラドックス」（『日本体育学会大会予稿集』 (56), 72, 2005年）
- 「『運動の学習と制御』研究の課題と展望」（日本スポーツ心理学会編『最新スポーツ心理学―その軌跡と展望』（第3部）、大修館書店, 185-193, 2004年）
- 「運動スキルの評価と指導を再考する  意識的・無意識的知覚と運動スキル  運動スキルは『わかってできる』ものか」（『日本体育学会大会号』 (54), 5, 2003年）
- 「無意識的知覚と運動の発現」（『バイオメカニクス研究』, 6/1, 61-71, 2002年）
- 「無意識的知覚と運動反応」（調枝孝治先生退官記念論文集刊行会編『運動心理学の展開』（第1章 運動準備の情報処理）遊戯社, 18-39, 2001年）
- 「運動と記憶」（『体育の科学』, 50/2, 117-126, 2000年）
- 「運動短期記憶における位置―距離相互干渉と意識-無意識的処理」（『スポーツ心理学研究』, 25/1, 40-53, 1999年）
- 「随意運動における左右差と空間認知の歪み」（『体育の科学』, 46/10, 829-835, 1996年）
- 「運動の短期記憶における位置と距離の相互作用」（『日本体育学会大会号』 (38A), 171, 1987年）
- 「運動の短期記憶における位置と距離の相互作用  -能動的運動における動作肢の左右差からの検討」（『日本体育学会大会号』 (37A), 205, 1986年）
- 「距離の短期記憶における位置の影響  STRATEGY(距離感,カウンティング,位置関係)との関連」（『日本体育学会大会号』 (35), 171, 1984年）
- 「運動の短期記憶  停止位置および距離の再生に及ぼすスタート位置の影響」（『日本体育学会大会号』 (33), 204, 1982年）
- 「右腕直線運動の停止位置および距離の再生に及ぼすスタート位置の影響」（『日本体育学会大会号』 (32), 270, 1981年）
- 「コントロール要因を含む走能力の因子構造 -5歳児に関する検討」（『長崎大学教養部紀要』 自然科学篇 20(1), p27-39, 1979年）
- 「幼児の平衡性,敏捷性および巧緻性から見た調整力における機能的一側優位性について」（『長崎大学教養部紀要』 自然科学篇 (16), p21-36, 1975年）

### 共著
- 「知覚・認知と運動行動における無意識性・潜在性」（『日本体育学会大会予稿集』 (64), 47, 2013年）
- 「整形疾患術後における部分荷重課題の正確性の特性  -目標荷重量の大きさと荷重下肢側の方向からの検討」（『理学療法科学』 28(2), 231-236, 2013年）
- 「上肢支持が下肢の荷重制御の正確性に与える影響」（『日本理学療法学術大会』 2012(0), 48101998-48101998, 2013年）
- 「整形疾患術後における部分荷重課題の正確性の特性 ―目標荷重量の大きさと荷重下肢側の方向からの検討」（『理学療法科学』 28(2), 231-236, 2013年）
- 「下肢の荷重量調節の正確性に対する上肢の荷重量調節の影響」（『日本理学療法学術大会』 2011(0), Aa0871-Aa0871, 2012年）
- 「ボディイメージと身体運動」（『体育の科学』 61(5), 343-348, 2011年）
- 「脳卒中片麻痺患者の歩行における視覚運動制御に関する研究  -歩行中の頸部屈曲に着目して」（『理学療法学』 38(2), 134-135, 2011年）
- 「日本語の短文における音韻単位生起率が知覚的な話速に与える影響 -日本語母語聴者と英語母語聴者の間の比較」（『音声研究』 14(3), 68, 2010年）
- 「身体状況の顕在化を促す運動が立位姿勢制御に与える影響」（『日本理学療法学術大会』 2009(0), A4P2010-A4P2010, 2010年）
- 「脳卒中片麻痺患者の歩行における視覚運動制御の役割に関する研究 -足もとの視覚情報遮断による歩行能力の変化」（『日本理学療法学術大会』 2009(0), A4P1022-A4P1022, 2010年）
- 「身体状況の顕在化を促す運動が立位姿勢制御に与える影響」（『理学療法科学』 24(6), 803-806, 2009年）
- 「反応時間と視覚疲労の関係  -長時間の視覚課題の遂行およびアスタキサンチン成分を含む栄養補助食品の摂取の効果」（『日本生理人類学会誌』 14(2), 59-66, 2009年）
- 「体重移動課題の正確性を規定する要因の検討 ―荷重量と荷重変化量の影響」（『日本理学療法学術大会』 2008(0), A3P3036-A3P3036, 2009年）
- 「内的な注意要因が体重移動課題パフォーマンスの正確性に与える影響について」（『理学療法学』 35(Supplement2), 578, 2008年）
- 「日本語素材における話速判定 -日本語母語聴者と英語母語聴者の比較」（『聴覚研究会資料』 37(8), 697-702, 2007年）
- 「標的を狙う時の視知覚と反応時間に関わる内的表象の影響」（『バイオメカニクス研究』 11(1), 40-49, 2007年）
- 「スポーツにおける脳のはたらき―多様なアプローチ」（『体育の科学』, 56/6, 430-436, 2006年）
- 「手動車いすを利用する頸髄損傷者の"車両感覚"」（『日本体育学会大会予稿集』 (57), 227, 2006年）
- 「スポーツにおける脳のはたらき--多様なアプローチ」（『体育の科学』 56(6), 430-436, 2006年）
- 「車いす利用者の"車両感覚"頸髄損傷者の場合」（『日本認知心理学会発表論文集』 2006(0), 048-048, 2006年）
- 「運動学習とイメージ」（『理学療法』 Journal of physical therapy 22(7), 1008-1016, 2005年）
- 「立体姿勢制御に及ぼす中心視と周辺視機能の影響に関する実験的検討」（『スポーツ心理学研究』, 32/1, 3-15, 2005年）
- 「空間知覚・認知がもたらす歩行の協調性」（『バイオメカニクス研究』, 9/3, 161-169, 2005年）
- 「スポーツ競技と空間認知」（『臨床スポーツ医学』, 21/9, 1031-1037, 2004年）
- 「片麻痺患者における立位姿勢の再構築過程に関する検討」（『日本理学療法学術大会』 2003(0), B0502-B0502, 2004年）
- 「自由裁量により発揮された予備的筋収縮が反応時間および脳波事象関連電位に及ぼす影響」（『体力科學』 52(6), 822, 2003年）
- 「運動学習のダイナミカルシステムアプローチ」（『体育の科学』, 53/5, 334-343, 2003年）
- 「視運動性刺激が呼吸循環反応に及ぼす影響」（『体力科學』 50(6), 799, 2001年）
- 「自由に決定された力発揮レベルの予備的筋収縮が反応時間に及ぼす影響」（『日本運動生理学雑誌』, 8/2, 93-98, 2001年）
- 「直立姿勢時の視覚外乱刺激に対する呼吸循環反応」（『体力科學』 49(6), 715, 2000年）
- 「自由決定下の予備的筋収縮が反応時間及び事象関連電位に及ぼす影響」（『体力科學』 49(6), 687, 2000年）
- 「標的検出課題と反応動作課題における交感神経皮膚反応」（『体力科學』 49(6), 668, 2000年）
- 「逆向マスキング・パラダイム下の体性感覚反応時間に及ぼす無自覚的知覚の影響」（『体育学研究』, 45/3, 333-346, 2000年）
- 「反応前の自己決定型持続的筋収縮が反応時間に及ぼす影響」（『体力科學』 48(6), 928, 1999年）
- 「中高年者の平衡機能と運動習慣の関係」（『体力科學』 47(6), 769, 1998年）
- 「体性感覚刺激を用いて誘発したCNV（随伴性陰性変動）と脳波変動」（『日本運動生理学雑誌』 4(1), 16, 1997年）
- 「Hslp/Mslpによる健常者と痙性麻痺患者の安静時運動細胞興奮性の比較」（『体力科學』 45(6), 616, 1996年）
- 「安静時運動細胞興奮性と拮抗筋収縮に伴う抑制量との関係」（『日本運動生理学雑誌』 3(1), 51, 1996年）
- 「ヒラメ筋安静時最大H反射と足関節背屈によるH反射の抑制量の関係について」（『日本運動生理学雑誌』 2(1), 85, 1995年）
- 「刺激された手指の随意動作に伴う体性感覚誘発電位」（『日本運動生理学雑誌』 2(1), 82, 1995年）
- 「往復動作による位置決めの正確性と動作空間」（『体力科學』 43(6), 558, 1994年）
- "Behavioral and Methodological Issues in Motor Short-Term Memory and its Basic Experimental Paradigm" （長崎大学教養部紀要 自然科学篇 35(1), 41-58, 1994）
- 「上腕圧迫中の随意動作に伴う体性感覚誘発電位」（『日本運動生理学雑誌』 1(1), 55, 1994年）
- 「頭部90°回旋位における拇指屈筋群およびヒラメ筋のH-反射」（『日本運動生理学雑誌』 1(1), 50, 1994年）
- 「足関節の持続的底・背屈時におけるヒラメ筋H反射閾値と最大値の変化」（『日本体育学会大会号』 (44A), 295, 1993年）
- 「バスケットボールのシューティング能力と前腕位置の弁別能力および位置再生能力の関係について」（『長崎大学教養部紀要』 自然科学篇 34(1), 87-95, 1993年）
- 「暑熱下運動時の前腕部冷却が皮膚温, 発汗量に及ぼす影響」（『体力科學』 41(6), 764, 1992年）
- 「H反射発達勾配からみた運動細胞の興奮性」（『体力科學』 41(6), 756, 1992年）
- 「腕および拇指の位置決め課題の正確さと動作空間の左右差」（『日本体育学会大会号』 (43A), 259, 1992年）
- 「バスケットボールのフリースローと腕の距離弁別と再生誤差について」（『日本体育学会大会号』 (43A), 195, 1992年）
- 「大学一般体育実技での有酸素運動の有効性と限界について」（『日本体育学会大会号』 (42A), 346, 1991年）
- 「腕距離再生におけるHemispaceの影響」（『日本体育学会大会号』 (42A), 181, 1991年）
- 「有酸素運動(Aerobics)を中心にした一般教育体育実技の有効性と限界について -第二報 心拍数の主観的推定」（『長崎大学教養部紀要』 自然科学篇 32(1), 175-180, 1991年）
- 「腕ポジショニング課題における一側優位性」（『長崎大学教育学部教育科学研究報告』 40, 93-103, 1991年）
- "Possible Factors Mediating Lateralization Effect in Limb Positioning Movements and Hemispheric Specialization" （長崎大学教養部紀要 自然科学篇 31(2), p695-713, 1991）
- 「有酸素運動 (Aerobics) を中心にした一般教養体育実技の有効性と限界について -第一報  血液組成と体組成におよぼす影響」（『長崎大学教養部紀要』 自然科学篇 31(2), 683-693, 1991年）
- 「左腕の距離再生が右腕のそれよりも短くなる傾向について」（『日本体育学会大会号』 (41A), 179, 1990年）
- 「伸縮性ウエアによる躯幹部圧迫が皮膚温及び発汗能に与える影響  運動鍛練者と非鍛練者の比較  生物科学Ⅲ」（『体力科學』 38(6), 476, 1989年）
- 「長崎市内高校生,成人による"aerobics"のエネルギー代謝率(RMR),運動強度及び活動代謝(Ea)」（『長崎大学教養部紀要』 自然科学篇 26(2), p305-323, 1986年）
- 「長崎県における農漁村の地域スポーツ -本土と辺地の比較」（『長崎大学教養部紀要』 自然科学篇 24(1), p33-43, 1983年）
- 「長崎県民の健康・スポーツに関する調査研究 -成人の病歴,自覚症状および生活状況における性差」（『長崎大学教養部紀要』 自然科学篇 22(2), 223-234, 1982年）
- 「長崎県民の健康・スポーツに関する調査研究 -身体活動が中高年女子の有酸素的作業能,体格,体組成及び自覚症状等に及ぼす影響」（『長崎大学教養部紀要』 自然科学篇 22(2), p247-270, 1982年）
- 「長崎県民の健康・スポーツに関する調査研究 -児童・生徒の自覚症状からみた健康の因子分析的検討」（『長崎大学教養部紀要』 自然科学篇 22(1), 123-134, 1981年）
- 「長崎県民の健康・スポーツに関する調査研究 -成人の自覚症状からみた健康の因子分析的検討」（『長崎大学教養部紀要』 自然科学篇 22(1), p115-122, 1981年）
- 「成人と幼児の変型走路における短距離疾走能力の因子構造」（『体育學研究』 26(1), 29-41, 1981年）
- 「長崎の坂の上に住む中高年令者(主婦)の全身持久力について  -体型,体位,発育発達に関する研究」（『体力科學』 29(4), 299, 1980年）
- 「長崎県における地域類型からみた健康の様相」（『日本体育学会大会号』 (31), 703, 1980年）
- 「地域スポーツの基礎的調査研究  -指定市町村を巡っての動向」（『日本体育学会大会号』 (30), 139, 1979年）
- 「幼児における体格・運動能力・精神発達の相互関連についての検討」（『長崎大学教育学部教育科学研究報告』 第2分冊 (25), p173-182, 1978年）
- 「成人と幼児にみられる各種変化走における体力要因の身体支配へのかかわり方について」（『長崎大学教育学部教育科学研究報告』 (24), p305-311, 1977年）
- 「体柔軟性の測定評価に関する考察  -呼吸・訓練効果・研究方法」（『体力科學』 26, 49, 1976年）
- 「特殊訓練時の新入大学生の生体負担  -呼吸・訓練効果・研究方法」（『体力科學』 26, 47, 1976年）
- 「学校用机・いすの適合化のための基礎的研究」（『日本体育学会大会号』 (27), 555, 1976年）
- 「幼児の走能力に関する基礎的研究」（『日本体育学会大会号』 (27), 368, 1976年）
- 「敏捷性からみた調整力の発達について  -発育発達に関する研究」（『日本体育学会大会号』 (25), 234, 1974年）